# Matuku otagoense
Matuku otagoense är en utdöd fågel i familjen hägrar inom ordningen pelikanfåglar. Den beskrevs 2010 utifrån fossila lämningar från tidig miocen funna i Nya Zeeland.